# ЦОД De Novo
Центр обробки даних De Novo — автономний комерційний дата-центр рівня надійності TIER III, орієнтований на корпоративних замовників. Сертифікацію TIER III не проходив, тому рівні надійності під питанням.

## Історія
Проект центру обробки даних було закладено De Novo 2008 року, відкрито 2010 року. Першим клієнтом ЦОД став Піреус-банк.

## Характеристики
ЦОД De Novo – це датацентр корпоративного рівня. 

### Перша черга
Першу чергу (ЦОД-1) запущено в листопаді 2010 року. ЦОД-1 поділено на два фізичні блоки з різними процесами та метриками, що зафіксовані в контракті. Загальна площа становить 2117 м², а потужність – 3,3 МВт. В датацентрі De Novo можна розташувати понад 200 стійок, готових прийняти обладнання з високою щільністю обчислень. Максимальне електричне навантаження на шафу може складати до 15 кВт. Першу чергу ЦОД De Novo побудовано за модульним принципом. Клієнтські шафи розташовано в 31 екранованому модулі з окремими входами, пожежна стійкість кожного із них – 1 година у відкритому полум’ї[джерело?]. 
Малий модуль (S) площею 14 м² розраховано на встановлення 4 стійок загальною потужністю 30 кВт. 
Великий модуль (L) являє собою окрему кімнату площею 24 м² у якій можна розташувати до 8 стійок з обладнанням загальною потужністю 60 кВт. 
Особливо великі модулі (H) розраховані на встановлення 25 стійок із обладнанням загальною потужністю до 160 кВт. Компанія De Novo планувала використовувати для власних потреб, однак до нього виявили цікавість телекомунікаційні компанії. 

### Друга черга
Другу чергу (ЦОД-5) запущено у квітні 2018 року. ЦОД-5 представляє собою неекрановані камери, під'єднані до системи електропостачання ЦОД–1, зони присутності телеком-операторів в ЦОД–1. 

### Додаткова інформація
У ЦОД De Novo дотримано мережевої нейтральності, тобто, замовники можуть користуватися послугами зв’язку будь-якого оператора телекомунікацій. Також для зв’язку з ЦОД De Novo можна скористатися каналами De Novo, що двома територіально рознесеними маршрутами ведуть до точки комутації L9 (вул. Леонтовича 9). Загальна пропускна здатність цих каналів – 640 Гб/с.
Тепло, що виділяється обладнанням в ЦОД De Novo, відводить система охолодження, у котрій використано новітню «зелену» технологію Free Cooling.
Загальна вартість проекту становить близько 25 млн доларів.
ЦОД De Novo забезпечує 100% доступність (0 sec downtime) сервісів з моменту запуску в експлуатацію у 2010 році.

## Хмара De Novo
У листопаді 2011 року компанія De Novo першою в Україні представила послугу оренди власного хмарного дата-центру, що базується на потужностях центру обробки даних з доступністю 99,98% для державних і корпоративних замовників.
У квітні 2020 року компанія De Novo стала першим хмарним оператором України який отримав статус VMware Cloud Verified.